# 伦茨基希
伦茨基希是德国巴登-符腾堡州的一个市镇。总面积57.90平方公里，总人口5024人，其中男性2452人，女性2572人（2011年12月31日），人口密度87人/平方公里。